# Smittia kojimagrandis
Smittia kojimagrandis är en tvåvingeart som beskrevs av Sasa 1989. Smittia kojimagrandis ingår i släktet Smittia och familjen fjädermyggor. Inga underarter finns listade i Catalogue of Life.